# مزرعة سردة
مزرعة سردة أو سردا  أو صردا  هي إحدى القرى اللبنانية من قرى قضاء مرجعيون في محافظة النبطية.

## الاسم والموقع
تقع قرب نهر الوزاني جنوبي سهل الخيام في قضاء مرجعيون